# Бовоаз ан Вермандоа
Бовоаз ан Вермандоа (фр. Beauvois-en-Vermandois) насеље је и општина у североисточној Француској у региону Пикардија, у департману Ен (Пикардија) која припада префектури Сен Кентен.
По подацима из 2011. године у општини је живело 280 становника, а густина насељености је износила 37,28 становника/km². Општина се простире на површини од 7,51 km². Налази се на средњој надморској висини од 92 метара (максималној 95 m, а минималној 75 m).

## Демографија
| 1962. | 1968. | 1975. | 1982. | 1990. | 1999. | 2011. |
| ----- | ----- | ----- | ----- | ----- | ----- | ----- |
| 215   | 261   | 275   | 258   | 304   | 306   | 280   |

График промене броја становника у току последњих година